# Ogașu Rogozului
Ogașu Rogozului este un curs de apă, afluent al râului Nera. 